# 東京ドームホテル
東京ドームホテル（とうきょうドームホテル、Tokyo Dome Hotel）は、東京都文京区後楽にあるシティホテル。運営は株式会社東京ドームホテル。

## 概要
東京ドームの社有地である旧後楽園球場跡地の再開発事業により、1997年（平成9年）に着工。
2000年（平成12年）6月1日に新規開業し、アミューズメントリゾートとしての「東京ドームシティ」構想の完成を見た。
地上43階建・高さ155m・全1006室（ドームの語呂にちなんで1006室）。建築設計は丹下健三で、丹下の末期の大型作品となった。
客室は9階 - 41階にあり、南側のパレスビュー（皇居側）と、北側のパークビュー（東京ドーム側）に分かれる。10のレストラン&バー、大小18の宴会場、屋外のガーデンプール、エステティックサロン、ビジネスセンターなどがある。施設の大半は、東京ドームで催行する興行ジャンルもしくはアミューズメント（アトラクションズ）をイメージテーマとした内装が施されている。
東京ドーム・ラクーアとともに東京ドームシティの中核施設であり、イベント開催時の需要を見越して後楽園・水道橋周辺では最大級のキャパシティを誇る。
東京ドームは前社名の後楽園スタヂアム時代より、熱海市や札幌市でホテル事業（→東京ドーム (企業)）を、城島高原・舞子にてリゾート事業を展開していた。その後、城島高原・舞子・札幌が売却され、現在は東京ドームグループが運営する当ホテルと熱海後楽園ホテルの2ホテルで「東京ドームホテルズ」チェーンを結成している。

## 施設概要
| 階       | 東京ドームホテル                                                                    |
| -------- | ----------------------------------------------------------------------------------- |
| 43F      | スカイラウンジ＆ダイニング「アーティスト カフェ」                                   |
| 42F      | スカイバンケット「シリウス」「アリエス」「オリオン」「ペガサス」                    |
| 41F      | 客室（エクセレンシィフロア）                                                        |
| 40F      | エクセレンシィラウンジ、客室（エクセレンシィフロア）                                |
| 39F      | 客室（エクセレンシィフロア）                                                        |
| 9F - 38F | 客室                                                                                |
| 7F       | ガーデンプール、会議室、キッズルーム                                                |
| 6F       | ダイニング「ドゥ ミル」、バー「2000」(トゥエニーオーオー)                           |
| 5F       | チャペル、サロン、小宴会場「吉祥」「蓬莱」「真砂」「初音」                          |
| 4F       | 京料理「熊魚菴たん熊北店」                                                          |
| 3F       | スーパーダイニング「リラッサ」、東京ドームシティ連絡通路                            |
| 2F       | ステーキ・シーフード・サラダ「シズラー」、山形牛焼肉「牛兵衛 草庵」、ホテルショップ |
| 1F       | フロント、メインロビー、ロビーラウンジ「ガーデンテラス」、ビジネスセンター          |
| B1F      | 大宴会場「天空」、中宴会場「オーロラ」「シンシア」、小宴会場、業務用駐車場          |
| B2F      | 駐車場                                                                              |
| B3F      | 駐車場                                                                              |

- 8階はトラス階であり、施設関係者以外立入ができない。

### 客室
| タイプ                 | 部屋数 | 面積（m2） | 階        |
| ---------------------- | ------ | ---------- | --------- |
| シングルルーム         | 112    | 26         | 9F - 22F  |
| ダブルルーム           | 120    | 26         | 23F - 38F |
| デラックスダブルルーム | 26     | 33         | 26F - 38F |
| ツインルームA          | 358    | 33         | 23F - 38F |
| ツインルームB          | 312    | 33         | 9F - 22F  |
| トリプルルーム         | 22     | 33         | 9F - 14F  |
| フォースルーム         | 4      | 51         | 35F - 38F |
| エクセレンシィダブル   | 13     | 33         | 39F - 41F |
| エクセレンシィツイン   | 8      | 33         | 39F - 41F |
| エクセレンシィスイート | 25     | 51 - 66    | 39F - 41F |
| 和室                   | 1      | 66         |           |
| パレススイート         | 1      | 133        |           |
| パークスイート         | 1      | 202        |           |
| アクセシブルルーム     | 2      | 33         |           |

### 宴会施設
| タイプ                                               | 面積（m2） | 収容人数 |
| ---------------------------------------------------- | ---------- | -------- |
| 大宴会場「天空」                                     | 1,003      | 1,382    |
| 中宴会場「オーロラ」                                 | 341        | 416      |
| 中宴会場「シンシア」                                 | 337        | 440      |
| 小宴会場「虹」「彩」                                 | 45         | 40       |
| 小宴会場「輝」「響」                                 | 49         | 40       |
| 小宴会場「吉祥」「蓬莱」「真砂」「初音」             | 72         | 70       |
| 小宴会場「蓬莱」                                     | 70         | 70       |
| スカイバンケット「シリウス」                         | 155        | 128      |
| スカイバンケット「アリエス」「オリオン」「ペガサス」 | 101        | 80       |

### レストラン・バー
- 「アーティストカフェ」
- 「ドゥミル」 フランス料理
- 「Bar2000」 メインバー
- 「態魚庵たん熊北店」 日本料理
- 「リラッサ」 洋食・中国料理
- 「シズラー」 ファミリーレストラン
- 「牛兵衛　草庵」 日本料理
- 「後楽園飯店」 中国料理（後楽園ホールビル内）
- 「春風萬里」 日本料理（ラクーア内）

など

### エレベーター
- 客室に連絡するエレベーターが東側に8基あり[3]、シースルーエレベーターとなっている。
- 低層階にある宴会場に連絡するエレベーターが中央に2基ある[4]。

■：停止設定階、□：通過設定階、｜：通過
| 停止階    | 1号機 | 2号機 | 3号機 | 4号機 | 5号機 | 6号機 | 7号機 | 8号機 | 16号機 | 17号機 |
| --------- | ----- | ----- | ----- | ----- | ----- | ----- | ----- | ----- | ------ | ------ |
| 42F・43F  | □     | □     | □     | □     | ■     | ■     | ■     | ■     |        |        |
| 26F - 41F | ｜    | ｜    | ｜    | ｜    | ■     | ■     | ■     | ■     |        |        |
| 25F       | ■     | ■     | ■     | ■     | ■     | ■     | ■     | ■     |        |        |
| 9F - 24F  | ■     | ■     | ■     | ■     | ｜    | ｜    | ｜    | ｜    |        |        |
| 8F        | ｜    | ｜    | ｜    | ｜    | ｜    | ｜    | ｜    | ｜    |        |        |
| 7F        | ■     | ■     | ■     | ■     | ■     | ■     | ■     | ■     |        |        |
| 5F・6F    | ■     | ■     | ■     | ■     | ■     | ■     | ■     | ■     | ■      | ■      |
| 3F・4F    | ■     | ■     | ■     | ■     | ■     | ■     | ■     | ■     | ｜     | ｜     |
| 2F        | ■     | ■     | ■     | ■     | ■     | ■     | ■     | ■     | ■      | ｜     |
| B1F - 1F  | ■     | ■     | ■     | ■     | ■     | ■     | ■     | ■     | ■      | ■      |
| B3F・B2F  |       |       | ■     | ■     | ■     | ■     |       |       |        |        |

### その他施設
- 「セブン銀行ATM」1階公衆電話横に設置　24時間利用可能
- 「外貨自動両替機」1階フロント横に設置　（米ドル・豪ドル・台湾ドル・ユーロ・中国元・韓国ウォン・英ポンド）※外貨→日本円のみ

## アクセス
- 鉄道
  - JR中央・総武緩行線水道橋駅より徒歩2分
  - 都営地下鉄三田線水道橋駅より徒歩1分
  - 東京メトロ丸ノ内線・南北線後楽園駅より徒歩5分
- バス
  - 池袋駅東口から都営バスの路線バス（都02乙系統）
  - 文京区コミュニティバスBーぐる
  - 成田国際空港・東京国際空港から東京空港交通のリムジンバス
  - 群馬県前橋市・高崎市から日本中央バスの高速バス
  - 岩手県久慈市・盛岡市からフジエクスプレス・岩手県北自動車の夜行高速バス「岩手きずな号」
  - 富士急ハイランド・富士山駅・河口湖駅からの富士急バスの高速バス

## ギャラリー
- 1階ロビー（2010年10月撮影）
- 1階ロビー（2010年10月撮影）
- 1階ロビーラウンジ（2010年10月撮影）
- 43階レストランから東側東京スカイツリーを見る（2010年10月撮影）
- 東京ドームおよび東京ドームホテルを望む空中写真（2008年4月撮影）